# Wilfried Boettcher
Pour les articles homonymes, voir Boettcher.
Wilfried Boettcher, né le 11 août 1929 à Brême et mort le 22 août 1994, est un violoncelliste et chef d'orchestre allemand.

## Biographie
Wilfried Boettcher étudie le violoncelle auprès d'Arthur Troester à Hambourg puis avec Pierre Fournier à Paris. Il travaille aussi le violoncelle comme la direction d'orchestre avec Pablo Casals. Il devient premier violoncelliste de l'Opéra de Hanovre entre 1956 et 1958. Il est ensuite nommé professeur de violoncelle à l'Académie de musique de Vienne. En 1959, il fonde le Die Wiener Solisten, un orchestre de chambre, avec lequel il fait des tournées à l'étranger.
En 1965, il est nommé professeur à la Hoschule für Musik de Hambourg. Il devient aussi le premier chef de l'Orchestre symphonique d'Hambourg (de) de 1967 à 1971. En parallèle, il mène aussi une carrière de chef invité en Allemagne, en Angleterre et en France. En 1986, il est premier chef invité au Northern Sinfonia of England, à Newcastle upon Tyne.